# WWE Women's Championship
WWE Women's Championship là đai vô địch đấu vật chuyên nghiệp thế giới dành cho nữ do công ty WWE của Hoa Kỳ sáng lập và quảng bá, được thi đấu cho thương hiệu SmackDown. Đây là một trong hai danh hiệu vô địch thế giới dành cho nữ dành cho đội hình chính của WWE, cùng với Women's World Championship của Raw. Nhà vô địch hiện tại là Tiffany Stratton, người đang trong lần đầu tiên giữ đai. Cô đã giành được danh hiệu này bằng cách đánh bại Nia Jax trong trận đấu Money in the Bank cash-in của cô vào ngày 3 tháng 1 năm 2025 tập SmackDown.
Được phát hành vào ngày 3 tháng 4 năm 2016, tại WrestleMania 32, nó thay thế cho Divas Championship và có lịch sử danh hiệu độc đáo, tách biệt với đai Women's Championship phiên bản cũ và Divas Championship. Charlotte Flair, khi đó được gọi đơn giản là Charlotte, là nhà vô địch đầu tiên. Sau WWE Draft năm 2016, chức vô địch trở thành độc quyền của Raw và được đổi tên thành Raw Women's Championship trong khi SmackDown tạo ra đai SmackDown Women's Championship độc quyền. Sau WWE Draft năm 2023, các chức vô địch nữ Raw và SmackDown đã đổi thương hiệu, với Raw Women's Championship trở lại tên ban đầu là WWE Women's Championship, trong khi SmackDown Women's Championship trở thành Women's World Championship.
Danh hiệu này là chức vô địch nữ đầu tiên được tổ chức tại sự kiện trả tiền theo lượt xem và phát trực tiếp của WWE, diễn ra tại Hell in a Cell vào năm 2016. Nó cũng được tổ chức tại sự kiện dành riêng cho nữ duy nhất của WWE, Evolution vào năm 2018. Cùng với chức vô địch SmackDown Women's Championship vào thời điểm đó, nó cũng đã được bảo vệ trong trận đấu sự kiện chính của sự kiện hàng đầu của WWE lần thứ 35, WrestleMania vào năm 2019.

## Bản thiết kế đai vô địch
Đai vô địch WWE Women's Championship sử dụng thiết kế "Network Logo" lần đầu tiên được WWE Championship sử dụng khi ra mắt vào tháng 8 năm 2014 với một vài điểm khác biệt đáng chú ý. Khi mới ra mắt, logo WWE cắt khuôn ở tấm giữa nằm trên nền đỏ, trái ngược với màu đen, trong khi dòng chữ nhỏ bên dưới logo ghi "Women's Champion" và dây đeo nhỏ hơn và có màu trắng thay vì màu đen. Đai có cùng tấm bên, được chia tách khỏi tấm giữa bằng các thanh chia màu vàng. Trong những gì đã trở thành một tính năng nổi bật trên tất cả các đai vô địch của WWE, các tấm bên có phần giữa có thể tháo rời, có thể tùy chỉnh bằng logo của nhà vô địch đương nhiệm; các tấm bên mặc định có logo WWE trên một quả cầu màu đỏ. Đây là danh hiệu dành cho nữ đầu tiên tại WWE có tấm hai bên có thể tùy chỉnh. Danh hiệu vẫn giữ nguyên thiết kế này khi được đổi tên thành Raw Women's Championship vào tháng 9 năm 2016.

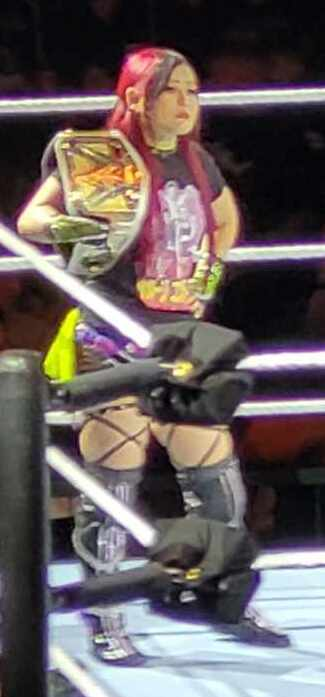
Một góc nhìn khác về thiết kế thứ hai của đai vô địch khi Iyo Sky tham dự một sự kiện của WWE.

Vào ngày 9 tháng 6 năm 2023, tập SmackDown, WWE official Adam Pearce đã tiết lộ một thiết kế mới cho danh hiệu, đổi tên thành WWE Women's Championship. Nó sử dụng cùng một thiết kế "Network Logo", nhưng có điểm tương đồng với WWE Championship dành cho nam đã được tiết lộ trong tập SmackDown tuần trước. Nó vẫn giữ nguyên dây đeo màu trắng nhỏ hơn và các tấm bên của thiết kế trước đó, nhưng để phù hợp với danh hiệu dành cho nam, logo WWE hiện được khảm kim cương đen trên nền có họa tiết cục vàng trong khi chữ in nhỏ bên dưới logo hiện có dòng chữ "Women's Undisputed Champion" (mặc dù nó chưa bao giờ được tranh tài trong trận đấu thống nhất để mang tên "Undisputed", nó chỉ xuất hiện trên đai để phù hợp với đai dành cho nam).
Theo truyền thống kể từ mùa thu năm 2014, WWE đã trao tặng đai WWE Championship cho những người chiến thắng trong các môn thể thao của cả nam và nữ với các tấm bên để kỷ niệm thành tích này. Vào tháng 9 năm 2018, WWE bắt đầu trao tặng đai vô địch nữ cho những người chiến thắng chỉ trong các trận đấu dành cho nữ. Chiếc đầu tiên trong số này được trao cho Seattle Storm vì đã giành chiến thắng tại Chung kết WNBA 2018. Đai vô địch nữ (ban đầu là thiết kế màu đỏ, nhưng sau đó là phiên bản màu vàng bắt đầu từ năm 2023) kể từ đó đã được trao cho Đội tuyển bóng đá nữ quốc gia Hoa Kỳ vì đã giành chức vô địch World Cup Nữ 2019, một đội trước đó đã nhận được WWE Championship cho chiến công này vào năm 2015,, cho Bianca Andreescu vì đã giành chức vô địch Mỹ Mở rộng 2019 nội dung đơn nữ, và cho Chicago Sky và Las Vegas Aces vì đã giành chiến thắng tại Chung kết WNBA 2021 và 2023.

## Giữ đai

Nhà vô địch hiện tại Tiffany Stratton

Tính đến 15 tháng 4 năm 2025, đã có 30 lần giữ đai giữa 13 nhà vô địch. Charlotte Flair, khi đó chỉ được gọi đơn giản là Charlotte, là nhà vô địch đầu tiên. Cô cũng có nhiều lần giữ đai nhất với sáu lần. Lần giữ đai đầu tiên của Bianca Belair là dài nhất với 420 ngày (419 ngày theo công nhận của WWE), trong khi lần giữ đai thứ hai của cô là ngắn nhất với 1 phút 35 giây. Becky Lynch có thời gian giữ đai kết hợp dài nhất với 535 ngày (560 ngày theo công nhận của WWE). Asuka là nhà vô địch lớn tuổi nhất, giành được danh hiệu ở tuổi 41, trong khi Sasha Banks là người trẻ nhất khi cô giành được danh hiệu ở tuổi 24, 181 ngày. Chỉ có hai người phụ nữ giữ đai trong thời gian giữ đai liên tục một năm (365 ngày) trở lên: Becky Lynch và Bianca Belair.
Tiffany Stratton là nhà vô địch hiện tại trong lần đầu tiên cô giữ đai. Cô đã đánh bại Nia Jax trong trận đấu Money in the Bank cash-in vào ngày 3 tháng 1 năm 2025 của SmackDown tại Phoenix, Arizona.